# Tongeren
Tongeren (em francês Tongres) é uma cidade e um município da Bélgica localizado no distrito de Tongeren, província de Limburgo, região da Flandres. Está situada perto de Lieja.
Era conhecida pelos romanos como Aduatuca dos Tungros (Atuatuca Tungrorum) ou somente Aduatuca.
O principal atrativo turístico é o museu Galo-Romano, que tem uma coleção de 18 mil objetos, desde a pré-história até o período Merovíngios.

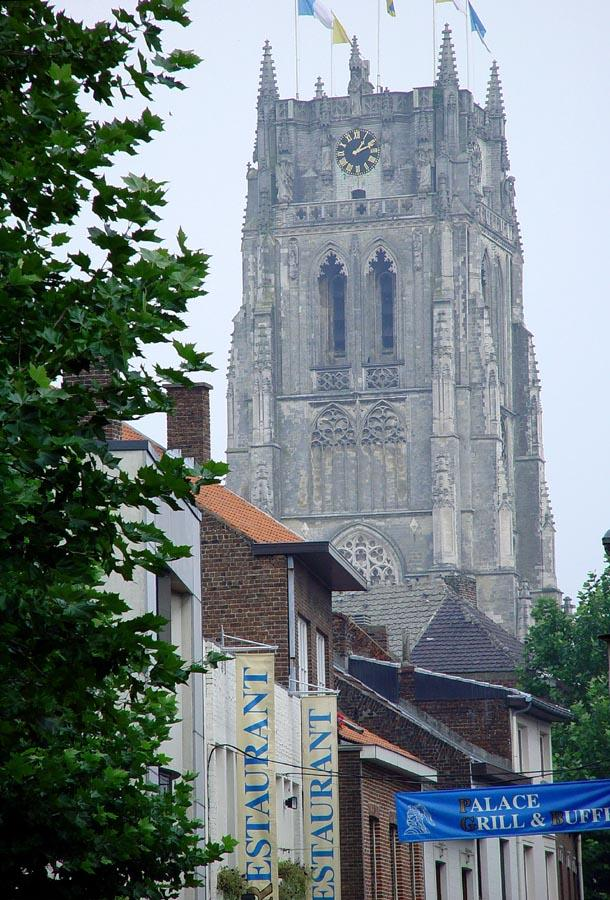
Basílica de Tongeren